# Batalla de Celaya (1858)
La Batalla de Celaya tuvo lugar el día 8 al 9 de marzo de 1858 en las inmediaciones de Celaya en el estado de Guanajuato, México, entre elementos del ejército liberal, al mando del general Anastasio Parrodi y elementos del ejército conservador comandados por el general Luis G. Osollo durante la Guerra de Reforma. La victoria correspondió al bando conservador, siendo esta la primera batalla de la guerra que comienza con una derrota liberal. Ante esta derrota, los liberales del general Parrodi se retiraron a Salamanca, donde se libraría la siguiente batalla.
Dicha derrota liberal fue ocasionada por tres aspectos fundamentales, en primera, el general Moret no sostuvo la fuerza de caballería que se le había ordenado, además Manuel Doblado  y otros dirigentes de la coalición liberal tuvieron poca comunicación entre ellos y por último al incendiarse un carro de parque  entre las filas liberales.
- Datos: Q6394401